# Житняк колосистый
Житняк колосистый (лат. Pseudoroegneria spicata) — вид злаков рода Псевдорогнерия. Засухоустойчивое травянистое растение высотой до 100—120 см, широко распространённое на западе Северной Америки от территории Юкон на севере до северной Мексики на юге, в особенности в северной части Великих равнин, Северных Скалистых горах и межгорных районах запада США. Широко применяется в скотоводстве как подножный корм на выпасах, а также при заготовке сена и комбикормов.

## Систематика
Вид описан в 1814 году Ф. Т. Пуршем, который в это время отнёс его к роду Овсяница (Festuca) как Festuca spicata. В 1897 году Скрибнер и Смит классифицировали вид как входящий в род Житняк — Agropyrum spicatum, а в 1947 году по новой классификации Гулда он был определён как Elymus spicatus. В дальнейшем по версии Р. Д. Дьюи (1983) он был отнесён к роду Пырей (Elytrigia), а в начале XXI века в справочнике «Флора Северной Америки» помещён в род Pseudoroegneria. Последнюю точку зрения признают большинство справочников по систематике.
Исторически некоторые источники выделяли в виде два подвида — номинативный P. spicata subsp. spicata и неопушённый P. spicata subsp. inerme, — однако во «Флоре Северной Америки» различия между опушённой и неопушённой формами рассматриваются как результат вариаций всего нескольких генов и признаются таксономически незначимыми. Неопушённая форма, по-видимому, доминантна.
Житняк колосистый предположительно выступает в качестве одного из родительских видов в многочисленных естественных гибридах различных видов пырейника. Эти гибриды, как правило, стерильны, но в немногих случаях, когда от них получаются фертильные семена, это обеспечивает интрогрессию и формирование уникальных популяций.

## Внешний вид
Стебли прямые, вертикально растущие плотными пучками, иногда покрытые восковым налётом. Согласно «Флоре Северной Америки», высота стеблей от 30 до 100 см, департамент сельского хозяйства США оценивает максимальную высоту в 4 фута (1,2 м). Толщина стеблей от 0,5 до 2 мм. Средние междоузлия в длину от 7 до 20—25 мм, гладкие, за исключением шершавых углов с листьями. Листья шириной 0,2—0,6 см, слегка скрученные в сухом состоянии. Лигулы усечённые, на нижних листьях 0,1—0,4 мм, на верхних 0,2—0,4 мм. Кроющие листья в сухом состоянии сильно расходятся в стороны, нижняя сторона листа гладкая, верхняя шершавая или опушённая. Колос от 8 до 15 см, в ширину от 3 до 8—10 мм, не считая ости. Колоски от 8 до 22—25 мм длиной, содержат от 4 до 9 цветков, колосковые чешуи 6—13 мм в длину (примерно до середины длины колоска) и 0,9—2,2 мм в ширину, как правило гладкие, острые. Цветковые чешуи от 9 до 14 мм, могут иметь или не иметь ость — в последнем случае ость сильно отклонена наружу, длиной до 25 мм. Корневая система широко разветвлённая, корни уходят в почву на 1,4—2 м, в более влажных районах (годовое количество осадков больше 450 мм) растение может отращивать короткие корневища.
Имеет внешнее сходство с произрастающим в тех же районах Elymus wawawaiensis, от которого отличается менее плотным расположением колосков и широкими, менее жёсткими колосковыми чешуями. На житняк колосистый похожи также молодые экземпляры Elymus arizonicus, колосья которых ещё не начали клониться вниз, однако у житняка колосистого более короткие, усечённые лигулы и более толстые стебли; кроме того, его ареал простирается намного дальше на север.

## Экология и распространение
Многолетнее растение, эндемик Северной Америки, где распространён в основном в западной части континента — от восточных отрогов прибрежных горных хребтов до западных районов Великих равнин и от территории Юкон на севере до северной Мексики на юге. Особенно распространён в северной части Великих равнин, Северных Скалистых горах и межгорных районах запада США. Исторически житняк колосистый был основным видом степных биоценозов в долинах рек Колумбия и Снейк. В конце XIX века был также обнаружен в округе Кивино (Мичиган).
Растёт на высотах от 90 до 2900 м, в том числе на склонах с уклоном до 40 ° на средних почвах в пустынных и полупустынных степных районах, кустарниковых степях и редколесье. Предпочитает хорошо дренированные участки, богатые солнечным светом. Очень засухоустойчивый и неприхотливый вид, способный выживать на почвах с нарушенной структурой и применяемый для их стабилизации. Одним из первых появляется на выжженных участках. Может расти на кислых и слабосолёных почвах, но не переносит щелочные почвы и насыщенные грунты. В целом произрастает в регионах с широко варьирующим количеством осадков (от 150 до 890 мм в год), но лучше всего растёт, когда годовое количество осадков превышает 350 мм.
В зависимости от региона рост начинается в марте-апреле и заканчивается в июне на малых высотах и к середине августа на бо́льших. В благоприятных условиях остаётся зелёным до осени, но при высоких температурах и низкой влажности обычно переходит в состояние покоя.

## Хозяйственное значение
Житняк колосистый съедобен для всех видов домашних и диких травоядных. Содержание белков в зелёной массе достигает 20 % весной и снижается до 4 % по мере старения растения; содержание углеводов остаётся на уровне 45 % на протяжении всего периода роста. Житняк колосистый используется при заготовке сена и в производстве питательных кормовых смесей, но в основном представляет собой подножный корм на выпасах для скота. Он остаётся важной кормовой культурой в межгорных районах запада США.
При окультуривании житняка колосистого выведено несколько основных сортов. В середине 1940-х годов на основе неопушённой формы выведен сорт 'Whitmar', для которого характерны высокие питательные качества и большое количество зёрен в колосьях. С 1989 года используется сорт 'Goldar', отличающийся высокой урожайностью. Для особо засушливых регионов и участков, где требуется восстановление естественных растительных сообществ, в начале 2000-х годов выведен сорт 'Anatone'; ещё один засухоустойчивый сорт, известный как «отборный генетический материал P-7», получен в этот же период в процессе открытого опыления 25 местных популяций, что обеспечивает высокое генетическое разнообразие.